# Estação Ferroviária de Montoito
A Estação Ferroviária de Montoito é uma interface ferroviária encerrada do Ramal de Reguengos, que servia a localidade de Montoito, no concelho de Redondo, em Portugal.

## História

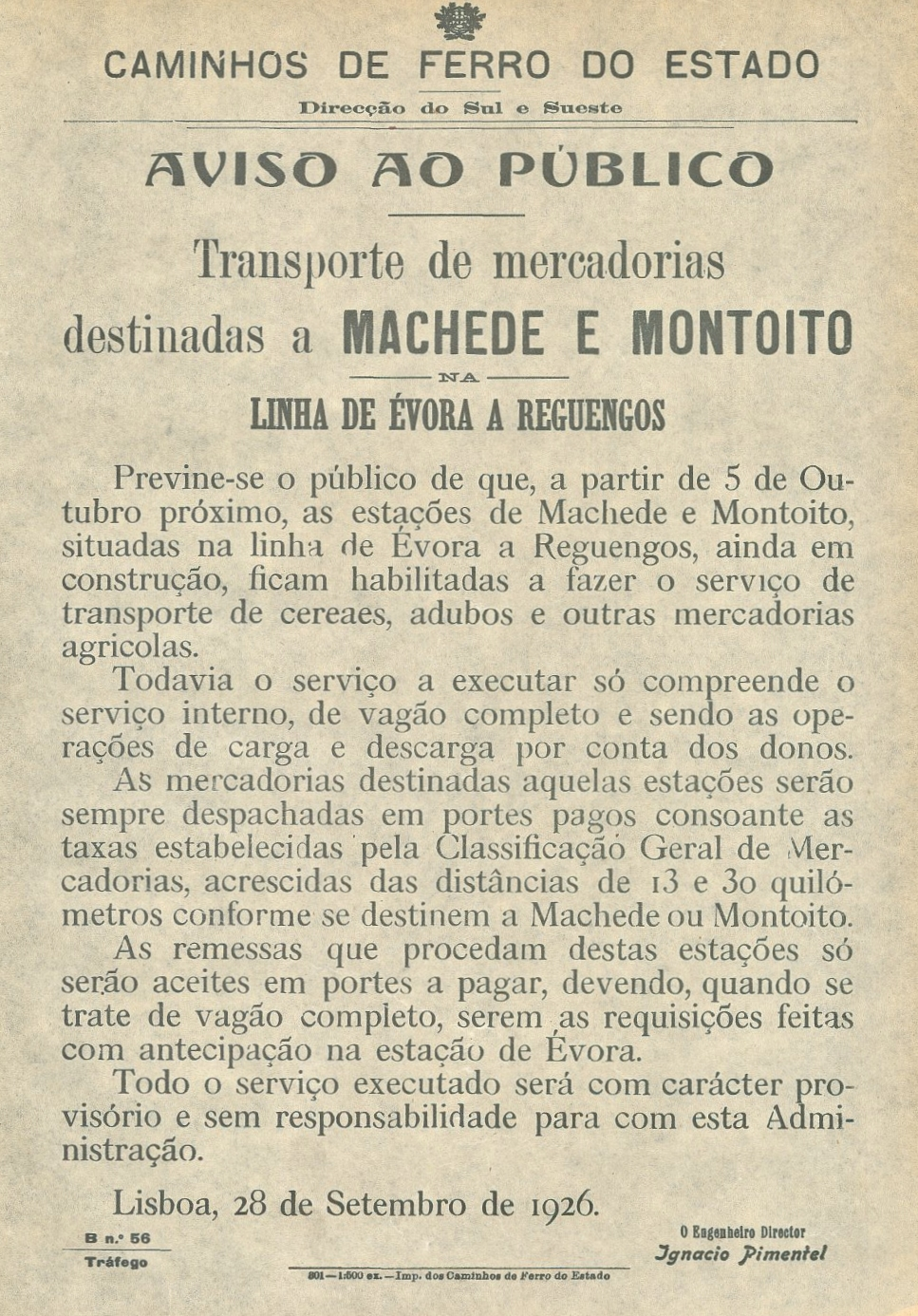
Aviso ao público relativo à abertura provisória das estações de Machede e Montoito.

Esta estação entrou ao serviço de forma provisória em 5 de Outubro de 1926, só para o transporte de mercadorias, segundo um aviso de 28 de Setembro de 1926 dos Caminhos de Ferro do Estado.
O Ramal de Reguengos foi inaugurado no dia 6 de Abril de 1927.
Em 1933, a Comissão Administrativa do Fundo Especial de Caminhos de Ferro aprovou obras de expansão nesta interface, e no ano seguinte, a instalação de uma báscula.